# Prochalia pygmaea
Prochalia pygmaea är en fjärilsart som beskrevs av Barnes och Mcdunnough 1913. Prochalia pygmaea ingår i släktet Prochalia och familjen säckspinnare. Inga underarter finns listade i Catalogue of Life.